# مارک گریوس
مارک گریوس (انگلیسی: Mark Greaves؛ زادهٔ ۲۲ ژانویهٔ ۱۹۷۵) بازیکن فوتبال اهل بریتانیا است.
از باشگاه‌هایی که در آن بازی کرده‌است می‌توان به باشگاه فوتبال یورک سیتی، باشگاه فوتبال برتون آلبیون، باشگاه فوتبال هال سیتی، باشگاه فوتبال نورث فریبی یونایتد، باشگاه فوتبال گینزبورو ترینیتی، و باشگاه فوتبال بوستون یونایتد اشاره کرد.